# Dear Youth,
《2024 DOYOUNG CONCERT "Dear Youth,"》은 대한민국의 음악 그룹 NCT의 멤버 도영의 첫 번째 콘서트 투어이다.

## 개요
2024년 4월 17일, 소속사 SM 엔터테인먼트는 각종 SNS를 통해 도영의 첫번째 국내 콘서트 계획을 알렸고 26일, 30일에 티켓링크를 통해 팬클럽 선행 예매와 일반 예매가 진행되었다.
뒤어어 5월 9일에는 아시아 7개 지역 총 10회에 걸친 아시아 투어 일정을 공개하였고, 6월 7일에는 X를 통해 상세 일정이 공개되었다.

## Dearest Youth,
2024년 9월 10일, NCT 공식 SNS는 3일간의 앙코르 콘서트 일정을 발표하였으며, 예매는 19일 팬클럽 선행 예매가, 20일에는 일반 예매가 멜론티켓을 통해 진행되었다.
해당 투어의 피날레를 장식한 앙코르 콘서트를 포함한 19회에 걸친 해당 투어를 통해 약 7만여명의 누적 관객을 기록하였다.

## 투어 일정
| 날짜            | 도시       | 국가       | 장소                                 | 관객 동원     |
| --------------- | ---------- | ---------- | ------------------------------------ | ------------- |
| 2024년 5월 25일 | 서울       | 대한민국   | 경희대학교 평화의 전당               | 통산 12,000명 |
| 2024년 5월 26일 | 서울       | 대한민국   | 경희대학교 평화의 전당               | 통산 12,000명 |
| 2024년 5월 27일 | 서울       | 대한민국   | 경희대학교 평화의 전당               | 통산 12,000명 |
| 2024년 6월 24일 | 요코하마시 | 일본       | 파시 피코 요코하마 국립대 홀         | 통산 10,000명 |
| 2024년 6월 25일 | 요코하마시 | 일본       | 파시 피코 요코하마 국립대 홀         | 통산 10,000명 |
| 2024년 6월 26일 | 오사카     | 일본       | 오릭스 극장                          | 2,400명       |
| 2024년 8월 10일 | 나고야시   | 일본       | 나고야 국제회의장 센츄리 홀          | 통산 6,000명  |
| 2024년 8월 11일 | 나고야시   | 일본       | 나고야 국제회의장 센츄리 홀          | 통산 6,000명  |
| 2024년 8월 16일 | 타이베이   | 대만       | 타이베이 뮤직 센터                   | 2,000명       |
| 2024년 8월 18일 | 홍콩       | 홍콩       | 아시아월드 엑스포 런웨이 11          | 3,500명       |
| 2024년 8월 24일 | 방콕       | 태국       | UOB 라이브                           | 통산 8,000명  |
| 2024년 8월 25일 | 방콕       | 태국       | UOB 라이브                           | 통산 8,000명  |
| 2024년 9월 4일  | 마닐라     | 필리핀     | 스마트 아라네타 콜로세움             | 8,000명       |
| 2024년 9월 7일  | 도쿄       | 일본       | 도쿄 체육관                          | 통산 12,000명 |
| 2024년 9월 8일  | 도쿄       | 일본       | 도쿄 체육관                          | 통산 12,000명 |
| 2024년 9월 21일 | 자카르타   | 인도네시아 | 인도네시아 컨벤션 전시장 1홀         | 4,000명       |
| 2024년 11월 1일 | 서울       | 대한민국   | SK올림픽핸드볼경기장(Dearest Youth,) | 통산 15,000명 |
| 2024년 11월 2일 | 서울       | 대한민국   | SK올림픽핸드볼경기장(Dearest Youth,) | 통산 15,000명 |
| 2024년 11월 3일 | 서울       | 대한민국   | SK올림픽핸드볼경기장(Dearest Youth,) | 통산 15,000명 |

## 세트 리스트
- Opening VCR -
- 새봄의 노래 (Beginning)_Chorus 3
- Like A Star
- Lost In California
- Maniac

- Ment -
- Radio Romance
- 깊은 밤을 날아서 (Flying, Deep In The Night)[9]
- 내가 됐으면 해 (Serenade)
- 인형 (Doll)

- Ment -
- 아주 조금만 더 (A Little More)
- 끝에서 다시 (Rewind)
- 온기 (Warmth)

- VCR #2 (DY TRACK) -
- NCT Medley

1. Back 2 U (AM 01:27)
2. Baby Don’t Like It
3. Sticker
4. Baggy Jeans
5. Kiss
6. Dreams Come True

- Ment -
- Beautiful Day
- 별빛이 피면 (Star Blossom)
- Time Machine

- Ment -
- 나의 바다에게 (From Little Wave)

- VCR #3 -
- 반딧불 (Little Light)
- 새봄의 노래 (Beginning)

- VCR #4 -

- Encore VCR -
- 댈러스 러브 필드 (Dallas Love Field)

- Ment -
- Dear
- 쉼표 (Rest)

- Opening VCR -
- 반딧불 (Little Light)
- Lost In California
- Maniac

- Ment -
- 첫사랑 (First Love)
- 인형 (Doll)

- Ment - 
- 17
- 내가 됐으면 해 (Serenade)
- 깊은 밤을 날아서 (Flying, Deep In The Night)

- Ment -
- 눈의 꽃 (Snow Flower)[10]
- 끝에서 다시 (Rewind)
- 온기 (Warmth)

- VCR #2 (DY TRACK #2) -
- NCT Medley

1. Baggy Jeans
2. Sticker
3. Kiss
4. Dreams Come true
5. Fact Check (불가사의; 不可思議)

- Ment -
- Like A Star
- 별빛이 피면 (Star Blossom)
- Time Machine

- Ment -
- 나의 바다에게 (From Little Wave)

- VCR #3 -
- 새봄의 노래 (Beginning)
- 시리도록 눈부신 (The Story)

- VCR #4 -

- Encore VCR -
- 댈러스 러브 필드 (Dallas Love Field)

- Ment -
- Dear
- 쉼표 (Rest)

## 취소된 일정
| 날짜            | 도시 | 국가     | 장소                   | 비고                                 |
| --------------- | ---- | -------- | ---------------------- | ------------------------------------ |
| 2024년 5월 24일 | 서울 | 대한민국 | 경희대학교 평화의 전당 | 경희대학교 축제에 따른 안전상의 문제 |

## 제작
- 주최, 주관 : SM 엔터테인먼트, 쇼노트, 라이브 네이션